# Fenerbahçe Spor Kulübü
Fenerbahçe Spor Kulübü (pronúncia em turco: [feˈneɾbahtʃe]) é um clube de futebol turco de Istambul. Fundado em 1907, venceu do campeonato nacional por dezenove vezes. Seu estádio, o Fenerbahçe Şükrü Saracoğlu, situa-se na parte asiática da cidade.

## História

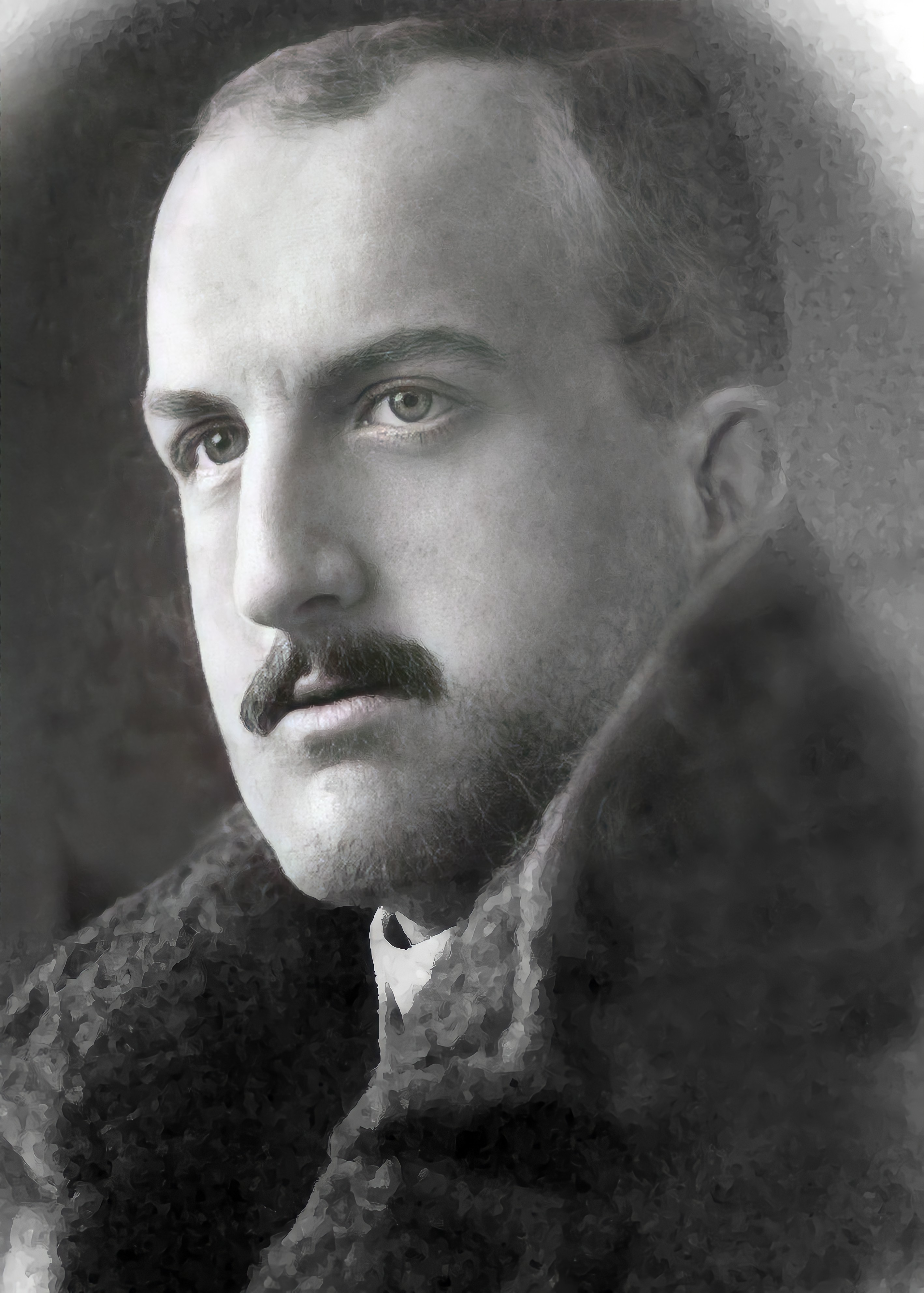
Nurizade Ziya Songülen foi o fundador e primeiro presidente do Fenerbahçe.

O Fenerbahçe foi fundado há mais de um século no distrito de Kadıköy, Istambul. Os fundadores foram Sr. Nurizade Ziya Songülen, Sr. Ayetullah e Sr. Necip Okaner. Esta fundação foi mantida  na clandestinidade, para que o acesso fosse restrito e para que não houvesse nenhum problema com a restrita legislação Otomana. Tão restrita que era,  o Sultão Abdulhamit Segundo, proibiu que a juventude turca de ingressar no clube, para que não jogassem futebol, o esporte de famílias inglesas, cujas partidas eram assistidas com inveja. Após o primeiro encontro os fundadores elegeram o Sr. Nurizade Ziya Songülen como o primeiro presidente. Ayetullah seria o secretário e Sr. Necip Okaner assumiu como capitão geral. O primeiro emblema do clube era um farol, que era exibido  no chapéu do Fenerbahçe, sendo as primeiras cores do clube branco e amarelo: cor das flores de narciso que florescem por toda península de Fenerbahçe. O emblema e as cores mudaram em 1914, quando foi redesenhado por Hikmet Topuz e as cores trocadas para o amarelo e azul-escuro.

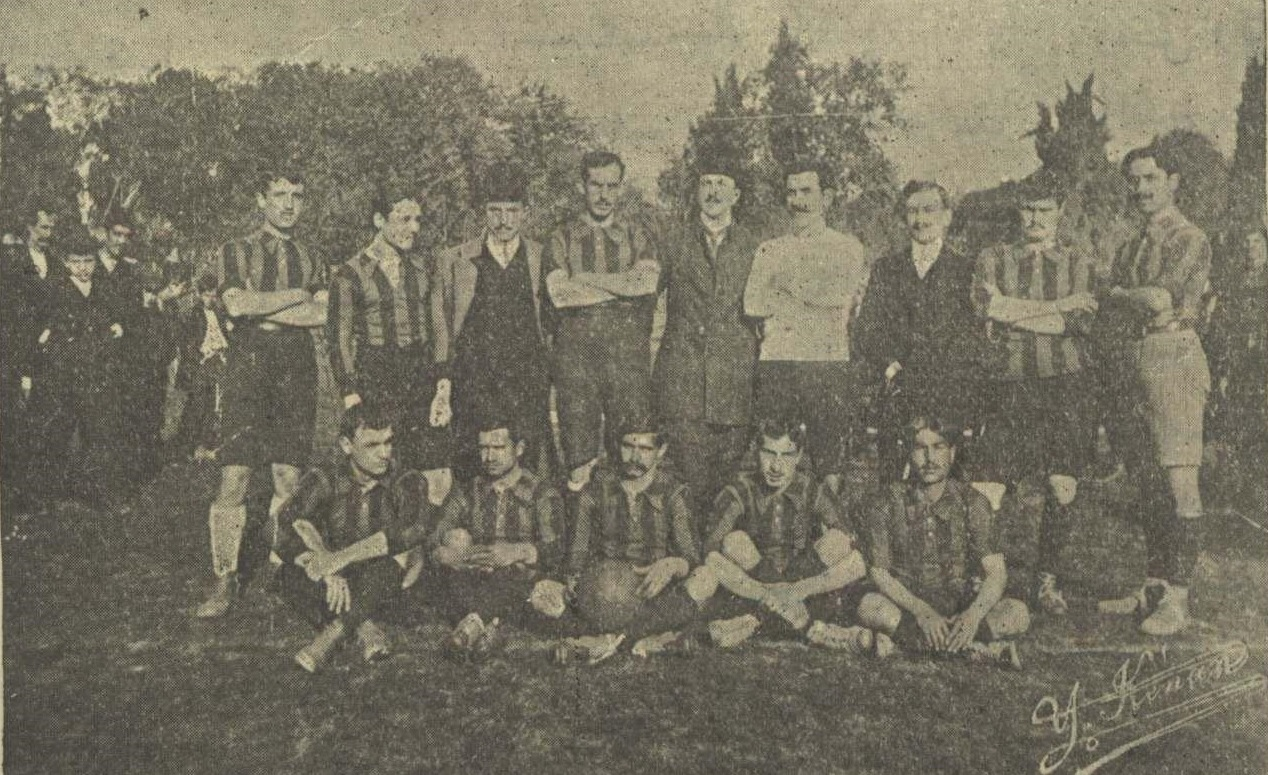
Esquadrão da equipe do time de futebol Fenerbahçe na temporada 1907-08

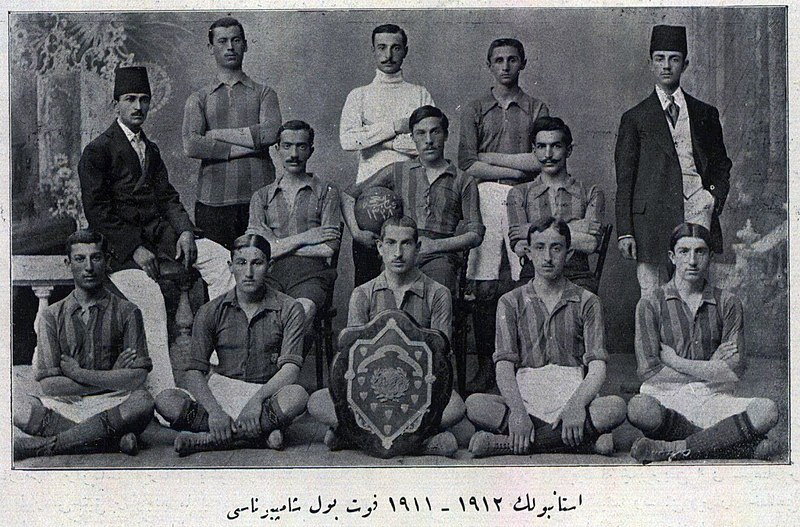
Equipe do Fenerbahçe vencedora do campeonato em 1911

Até que a legislação fosse alterada em 1908, as atividades do Fenerbahçe ocorriam em absoluto segredo. Após essa data, no entanto, uma nova lei exigia que os clubes fossem ser registrados para entrarem na legalidade. A partir de então, o clube consolidou seu lugar entre os melhores da Turquia e alcançou cada vez mais sucesso.

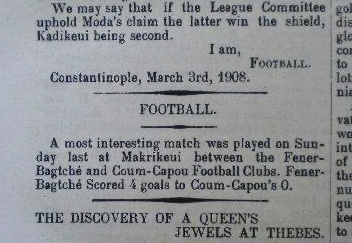
Notícia jornalística de uma partida disputada pelo Fenerbahçe em 1º de março de 1908

O Fenerbahçe Esporte Clube incluía no seu primeiro elenco de futebol Asaf, Ziya Hasan,Sami, Ayatelluh, Mazhar, Necip Fethi, Galip, Huseyin,Hasan e Nevzat. Esse time participou da Liga de Istambul em 1909, mas não conquistou o título nas três primeiras temporadas. Na temporada de 1912-1913 um time constituído por Ali Said, Galip, Arif, İzzi, Huseyin, Sabri, Hikmet, Said, Hasan Kamil, Nuri e Mico, ganhou o primeiro campeonato do clube. Era o primeiro  campeonato que tinha real significância e foi conquistado sem nenhuma derrota ao longo de todo campeonato.

### Atatürk e Fenerbahçe
- O fundador da República Turca, Mustafa Kemal Atatürk foi torcedor do Fenerbahçe. Em 10 de agosto, após um placar de 3-3 contra o Galatasaray na Copa de Gazi, Atatürk foi com os 3 torcedor do Galatasaray e os 2 do Fenerbahçe que estavam sentados próximo a ele e disse: Nós estamos  de  três-a-três aqui, porque eu sou torcedor do Fenerbahçe também”.
- Quando a sede do clube foi incendiada, a primeira doação para um novo prédio veio do grande líder turco Atatürk. Ele também visitou o clube e assinou no livro de honras e escreveu: “ Eu fui informado sobre as admiráveis atividades do clube do Fenerbahçe e me senti no dever em visitá-lo e trazer minhas felicitações. E essa visita ocorreu hoje e aqui eu registro meu tributo e meus parabéns.” 03/05/1918. Comandante do Exército, Mustafa Kemal Atatürk

## Símbolo
O símbolo do Fenerbahçe foi desenhado por Topuz Hikmet, que jogava no “ campo esquerdo”  em 1910 e foi feito por Tevfik Haccak (Taşcı) em Londres. O emblema é formado por 5 cores. O branco representa a pureza e o coração aberto, a parte vermelha representa o amor e a união do clube e ainda simboliza a bandeira da Turquia.  O amarelo, no centro, simboliza admiração e o orgulho do clube, enquanto que a o azul escuro simboliza a nobreza. A folha de carvalho presente na parte azul escura e amarela, representa a força do clube. E a cor verde da folha, significa que o sucesso do Fenerbahçe é supremo.
Topuz Hikmet descreve a história do emblema assim:
“Após a mudança das cores do clube do amarelo e branco para o amarelo e azul escuro, tínhamos que editar o emblema do clube com as nossas novas cores. Meus amigos me deram essa incumbência;”
Primeiramente, eu trouxe as cores da nossa bandeira nacional, vermelho e branco. Depois, desenhei em formato de coração sobre o vermelho e dei-lhe as cores amarelo e azul escuro, adicionando a folha de carvalho, que representa resistência, poder e força. Eu escrevi o nome do clube e a data de fundação na parte branca. Enquanto desenhava nosso emblema, eu tentei transparecer : a serviço do clube com sentimentos do coração”
O desenho foi aprovado pelos meus amigos e nosso novo emblema foi feito  sobre a orientação de Tevfik Haccar, que estava na Alemanha nesse período. Depois que o nosso novo alfabeto foi aprovado, o desenho foi mantido, mas o nome do clube no emblema foi alterado para ‘Fenerbahçe Spor Kulübü – 1907’.

## Títulos
| NACIONAIS | NACIONAIS                               | NACIONAIS | NACIONAIS |
|           | Competição                              | Títulos   | Temporadas |
| --------- | --------------------------------------- | --------- | --- |
|           | Campeonato Turco                        | 19        | 1959, 1960–61, 1963–64, 1964–65, 1967–68, 1969–70, 1973–74, 1974–75, 1977–78, 1982–83, 1984–85, 1988–89, 1995–96, 2000–01, 2003–04, 2004–05, 2006–07, 2010–11 e 2013–14 |
|           | Copa da Turquia                         | 7         | 1967–68, 1973–74, 1978–79, 1982–83, 2011–12, 2012–13 e 2022–23 |
|           | Supercopa da Turquia                    | 9         | 1968, 1973, 1975, 1984, 1985, 1990, 2007, 2009 e 2014 |
|           | Liga da Turquia de Futebol (1924-1951)  | 6         | 1937, 1940, 1943, 1945, 1946 e 1950 |
|           | Campeonato Turco de Futebol (1937-1950) | 3         | 1933, 1935 e 1944 |
|           | Taça do Primeiro-Ministro               | 8         | 1944–45, 1945–46, 1949–50, 1972–73, 1979–80, 1988–89, 1992–93 e 1997–98                                                                                                 |
|           | Taça Atatürk                            | 1         | 1998 |
|           | Taça Spor Toto                          | 1         | 1967 |
|           | Títulos oficiais                        | 54        | 54 Nacionais |

### Competições regionais

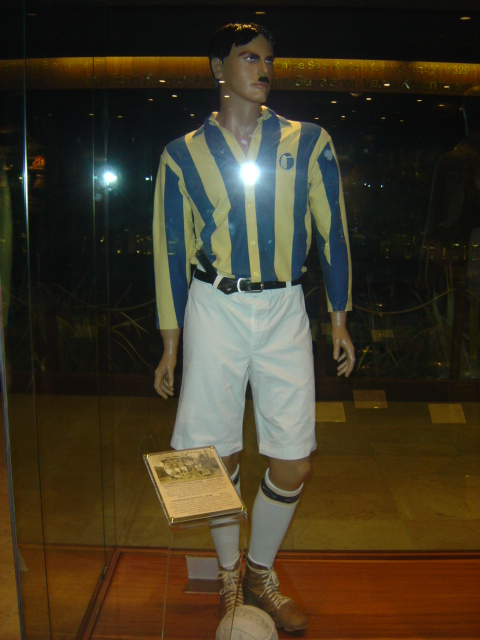
Primeiro uniforme do clube

#### Liga do futebol de Istambul
- Vencedor (16): 1911–12, 1913–14, 1914–15, 1920–21, 1922–23, 1929–30, 1932–33, 1934–35, 1935–36, 1936–37, 1943–44, 1946–47, 1947–48, 1952–53, 1956–57 e 1958–59

- Finalista Vencido (18): 1915–16, 1917–18, 1921–22, 1925–26, 1926–27, 1928–29, 1930–31, 1933–34, 1937–38 , 1938–39, 1939–40, 1940–41, 1942–43, 1944–45, 1945–46, 1949–50, 1955–56 e 1957–58

#### Taça de Istambul
- Vencedor (1): 1945

#### Copa Escudo de Istambul
- Vencedor (4): 1930, 1934, 1938 e 1939

### Continental não oficial
| FESTIVAL CONTINENTAL | FESTIVAL CONTINENTAL | FESTIVAL CONTINENTAL | FESTIVAL CONTINENTAL |
|                      | Competição           | Títulos              | Temporadas           |
| -------------------- | -------------------- | -------------------- | -------------------- |
| União Europeia       | Taça dos Balcãs      | 1                    | 1966–67              |

### Outras Competições

#### Taça TSYD
- Vencedor (12): 1969–70, 1973–74, 1975–76, 1976–77, 1978–79, 1979–80, 1980–81, 1982–83, 1985–86, 1986–87, 1994–95 e 1995–96

#### Taça do Frota
- Vencedor (4): 1982, 1983, 1984 e 1985

#### Atatürk Cup
- Vencedor (1): 1964

#### Taça Desafio TSYD
- Vencedor (2): 1976, 1980

#### Taça General Harrington
- Vencedor (1): 1923

## Estatísticas

### Jogadores

#### Artilheiros
Esta é a lista dos maiores artilheiros da história com, pelo menos, 162 gols.
| #  | Nome                   | Carrera             | Gols | Partidas | Gols Carreira |
| -- | ---------------------- | ------------------- | ---- | -------- | ------------- |
| 1  | Zeki Rıza Sporel       | 1916–1934           | 476  | 349      | 1257          |
| 2  | Lefter Küçükandonyadis | 1947–1951 1953–1965 | 445  | 578      | 731           |
| 3  | Alattin Baydar         | 1916–1934           | 367  | 282      | 1116          |
| 4  | Naci Bastoncu          | 1934–1947           | 255  | 380      | 623           |
| 5  | Fikret Arıcan          | 1927–1947           | 238  | 405      | 591           |
| 6  | Melih Kotanca          | 1939–1948           | 216  | 185      | 1016          |
| 7  | Cemil Turan            | 1972–1980           | 198  | 360      | 322           |
| 8  | Aykut Kocaman          | 1988–1996           | 190  | 315      | 595           |
| 9  | Alex                   | 2004-2012           | 187  | 371      | 496           |
| 10 | Şeref Has              | 1955–1969           | 171  | 605      | 291           |
| 11 | Can Bartu              | 1955–1961 1967–1970 | 166  | 345      | 491           |

## Elenco atual
Última atualização: 30 de julho de 2025.

## Jogadores notáveis
Esta é uma lista de jogadores de destaque que já passaram pelo Fenerbahçe:
| - Cihat Arman - Lefter Küçükandonyadis - Cemil Turan - Selçuk Yula - Oguz Cetin - Rıdvan Dilmen - Aykut Kocaman - Semih Şentürk - Kâzım Kâzım - Tanju Çolak - Rüştü Reçber - Selçuk Şahin - Tümer Metin - Uğur Boral - Tuncay Sanli - Volkan Demirel - Emre Belözoğlu - Mehmet Aurélio - Gökhan Gönül - Caner Erkin - Ferdi Kadıoğlu - Arda Güler | - Alex - Deivid - Edu Dracena - Fábio Bilica - Roberto Carlos - Diego - Souza - Fernandão - Luiz Gustavo | - Robert Enke - Harald Schumacher - Mesut Özil - Michal Kadlec - Mamadou Niang - Moussa Sow - Pierre van Hooijdonk - Dirk Kuyt - Robin Van Persie - Brian Steen Nielsen - Jes Høgh - Simon Kjær - Kennet Andersson - Mateja Kežman - Zoran Mirković - Dušan Tadić - Ariel Ortega - José Sosa - Haim Revivo - Dani Güiza - Roberto Soldado - Pierre Webó - Dalian Atkinson - Diego Lugano | - Nicolas Anelka - Mathieu Valbuena - Stephen Appiah - André Ayew - Cláudio Maldonado - Samuel Holmén - Elvir Baljić - Edin Džeko - Uche Okechukwu - Jay-Jay Okocha - Joseph Yobo - Victor Moses - Thomas Keller - Viorel Moldovan - Milan Rapaić - Bruno Alves - Raul Meireles - Nani - Martin Škrtel - Elif Elmas - Kim Min-jae - Michy Batshuayi - Enner Valencia |

## Uniformes

### Uniformes dos jogadores
- Primeiro uniforme : Camisa com listras verticais em amarelo e azul-marinho com braços em branco, calção e meias brancas;
- Segundo uniforme :  Camisa, calção e meias amarelas;
- Terceiro uniforme :  Camisa, calção e meias azul-marinho escuro;

| Titular | Alternativo | Terceiro |  |

### Uniformes anteriores
- 2024-25

| Titular | Alternativo | Terceiro |  |

- 2023-24

| Titular | Alternativo | Terceiro |  |

- 2022-23

| Titular | Alternativo | Terceiro |  |

- 2021-22

| Titular | Alternativo | Terceiro |  |

- 2020-21

| Titular | Alternativo | Terceiro |  |

- 2019-20

| Titular | Alternativo | Terceiro |  |

- 2018-19

| Titular | Alternativo | Terceiro |

- 2017-18

| Titular | Alternativo | Terceiro |

- 2016-17

| Titular | Alternativo | Terceiro |

- 2015-16

| Titular | Alternativo | Terceiro |

- 2014-15

| Titular | Alternativo | Terceiro |

- 2013-14

| Titular | Alternativo | Terceiro |

- 2012-13

| Titular | Alternativo | Terceiro |

- 2011-12

| Titular | Alternativo | Terceiro | Quarto |  |

- 2010-11

| Primeiro | Segundo | Terceiro | Quarto |

- 2009-10

| Primeiro | Segundo | Terceiro |

- 2008-09

| Primeiro | Segundo | Terceiro | Quarto |

## Sedes e estádios

### Sukru Saracoglu

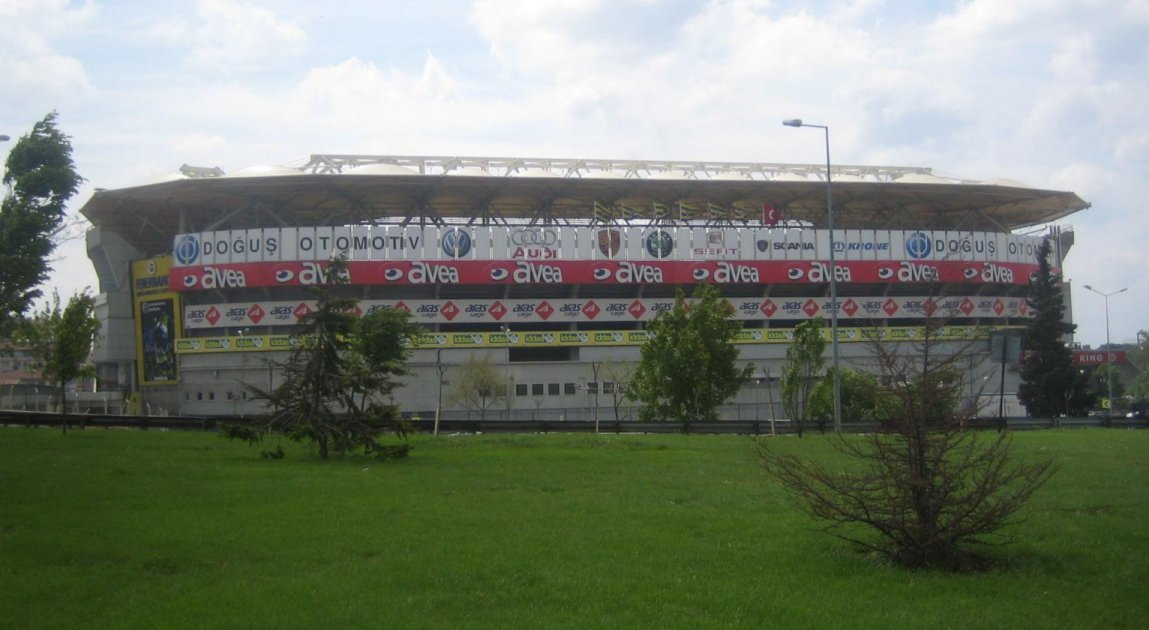
Sukru Saracoglu

O estádio do Fenerbahçe, o Sukru Saracoglu, torna-se rapidamente uma das maiores arenas da Europa. Os altos investimentos do clube em facilidades de alta qualidade desde a eleição do presidente Aziz Yildirim têm agradado a jogadores e torcedores e o estádio tem a maior parte dessa apreciação.
O estádio Sukru Saracoglu vive um completo processo de reconstrução que envolve cada localização que vem sendo reconstruída uma após a outra. Até agora, o setor "Açik" (localizado atrás das goleiras) e o setor "Maraton" estão sendo reconstruídos. O setor "Numarali" está pronto para a temporada 2005/2006. Todos esses setores foram construídos mais próximos do campo, deixando o torcedor mais próximo das ações que ocorrem no gramado.
Este estilo de estádio jamais existiu na Turquia, já que os setores ficam geralmente separados do campo por uma pista atlética. O último setor que foi completado foi o Maraton. A seção VIP tem capacidade para 11 mil espectadores. Este setor inclui "Escritórios", que são todas alugadas pelo clube. Estes locais, equipados com TV, Internet, estações de trabalho, instalações para recepções e muitos outros luxos, são os primeiros deste tipo na Turquia.
O setor Acik tem capacidade para 10,5 mil espectadores, a capacidade total atual do estádio é para um público de 52 mil pessoas. Quando toda a construção estiver completa, crescerá para 62 mil lugares.